# Saint-Germain-des-Champs
Saint-Germain-des-Champs település Franciaországban, Yonne megyében. Lakosainak száma 344 fő (2022. január 1.). Saint-Germain-des-Champs Marigny-l’Église, Saint-André-en-Morvan, Avallon, Chastellux-sur-Cure, Island, Magny, Quarré-les-Tombes és Saint-Brancher községekkel határos.

## Népesség
A település népessége az elmúlt években az alábbi módon változott:
| Lakosok száma | 372  | 356  | 369  | 360  | 354  | 349  | 343  | 341  | 344  |
|               | 2013 | 2015 | 2016 | 2017 | 2018 | 2019 | 2020 | 2021 | 2022 |